# Danbury (Nou Hampshire)
Danbury és una població dels Estats Units a l'estat de Nou Hampshire. Segons el cens del 2000 tenia 1.071 habitants.

## Demografia
Segons el cens del 2000, Danbury tenia 1.071 habitants, 435 habitatges, i 310 famílies. La densitat de població era d'11 habitants per km².
Dels 435 habitatges en un 31% hi vivien nens de menys de 18 anys, en un 57,7% hi vivien parelles casades, en un 8,7% dones solteres, i en un 28,7% no eren unitats familiars. En el 20,9% dels habitatges hi vivien persones soles el 6,9% de les quals corresponia a persones de 65 anys o més que vivien soles. El nombre mitjà de persones vivint en cada habitatge era de 2,46 i el nombre mitjà de persones que vivien en cada família era de 2,84.
Per edats la població es repartia de la següent manera: un 23% tenia menys de 18 anys, un 6,8% entre 18 i 24, un 30,7% entre 25 i 44, un 26,7% de 45 a 60 i un 12,8% 65 anys o més.
L'edat mediana era de 41 anys. Per cada 100 dones de 18 o més anys hi havia 104,7 homes.
La renda mediana per habitatge era de 38.313$ i la renda mediana per família de 40.809$. Els homes tenien una renda mediana de 32.105$ mentre que les dones 26.328$. La renda per capita de la població era de 18.339$. Entorn del 8,9% de les famílies i l'11,1% de la població estaven per davall del llindar de pobresa.